# Asymptotische Dimension
In der Mathematik ist die asymptotische Dimension eine Invariante metrischer Räume, die vor allem in der geometrischen Gruppentheorie von Bedeutung ist.

## Definition
Die asymptotische Dimension {\displaystyle \operatorname {asdim} (X)} eines metrischen Raumes {\displaystyle X} ist die kleinste natürliche Zahl {\displaystyle n} mit folgender Eigenschaft:
für jedes {\displaystyle R>0} gibt es eine Überdeckung von {\displaystyle X} durch offene Mengen {\displaystyle U_{\alpha }} von beschränktem Durchmesser, so dass für jedes {\displaystyle x\in X} die metrische Kugel {\displaystyle B(x,R)} höchstens {\displaystyle n+1} dieser Mengen schneidet.

## Beispiele
- Die asymptotische Dimension eines kompakten Raums ist 0.
- Die asymptotische Dimension des euklidischen Raums {\displaystyle \mathbb {R} ^{n}} ist {\displaystyle n}.
- Die asymptotische Dimension eines Gromov-hyperbolischen Raums ist {\displaystyle 1+\dim(\partial _{\infty }X)}, wobei {\displaystyle \partial _{\infty }X} den Rand im Unendlichen bezeichnet.

## Eigenschaften
- Aus {\displaystyle Y\subset X} folgt {\displaystyle \operatorname {asdim} (Y)\leq \operatorname {asdim} (X)}.
- Die asymptotische Dimension ist invariant unter Quasi-Isometrien und allgemeiner unter groben Isometrien.
- Für Produkträume gilt {\displaystyle \operatorname {asdim} (X\times Y)\leq \operatorname {asdim} (X)+\operatorname {asdim} (Y)}.
- Satz von Bell-Dranishnikov: Sei {\displaystyle X} ein geodätischer metrischer Raum, {\displaystyle f\colon X\to Y} eine Lipschitz-stetige Abbildung und für alle {\displaystyle R>0} und alle {\displaystyle y\in Y} sei {\displaystyle \operatorname {asdim} (f^{-1}(B(y,R)))\leq n}, dann gilt {\displaystyle \operatorname {asdim} (X)\leq \operatorname {asdim} (Y)+n}.